# Orthomus berrai
Orthomus berrai é uma espécie de insetos coleópteros pertencente à família Carabidae.
A autoridade científica da espécie é F. Battoni, tendo sido descrita no ano de 1987.
Trata-se de uma espécie presente no território português.